# Maderov slijepac
Maderov slijepac (latinski: Anophthalmus maderi) hrvatska je endemična vrsta trčaka koja pripada rodu Anophthalmus.

## Podvrste
- Krčki slijepac (latinski: Anophthalmus maderi subsp. maderi) Winkler, 1914.
- Creski slijepac (latinski: Anophthalmus maderi subsp. sucainus) G. Müller, 1924.

## Vanjske poveznice
- Anophthalmus maderi (Winkler 1914), BioLib
- Anophthalmus maderi (Winkler 1914), Fauna Europaea
- Anophthalmus maderi (Winkler 1914), Encyclopedia of Life